# Chandaur
Chandaur là một census town ở quận Dhanbad của bang Jharkhand, Ấn Độ.

## Dân số
Theo cuộc điều tra dân số năm 2001 của Ấn Độ,India Chandaur có dân số 13.629 người. Nam giới chiếm 56% dân số và nữ giới chiếm 44% dân số. Chaudaur có một tỷ lệ biết chữ là 57%, thấp hơn mức trung bình của quốc gia là 59,5%; với 69% đàn ông biết chữ và 41% phụ nữ biết chữ. 15% dân số dưới 6 tuổi.